# آلبرت اس. وایت
آلبرت اس. وایت (به انگلیسی: Albert Smith White) سناتور سابق عضو حزب ویگ بود. وی در سال ۱۸۳۹ تا ۱۸۴۵ میلادی سناتور ایالت ایندیانا در سنای ایالات متحده آمریکا بود.